# Bo Kjessel
Bo Kjessel, född 3 februari 1928 i Gävle Staffans församling, Gävle, död 11 april 2007 i Katarina församling, Stockholm, var en svensk arkitekt.
Kjessel avlade studentexamen i Uppsala 1947, studerade vid Uppsala universitet 1947–1949 och utexaminerades från Kungliga Tekniska högskolan 1956. Han anställdes på Kooperativa förbundets arkitektkontor 1954, vid Vattenfallsstyrelsen 1956, blev chef för arkitektkontoret där 1958, anställdes vid Byggnadsstyrelsen 1963 och blev byggnadsråd 1965. Han bedrev även egen arkitektverksamhet. Han tilldelades professors namn 1975. Kjessel är gravsatt i Skogsminneslunden på Skogskyrkogården i Gävle. 

## Verk i urval

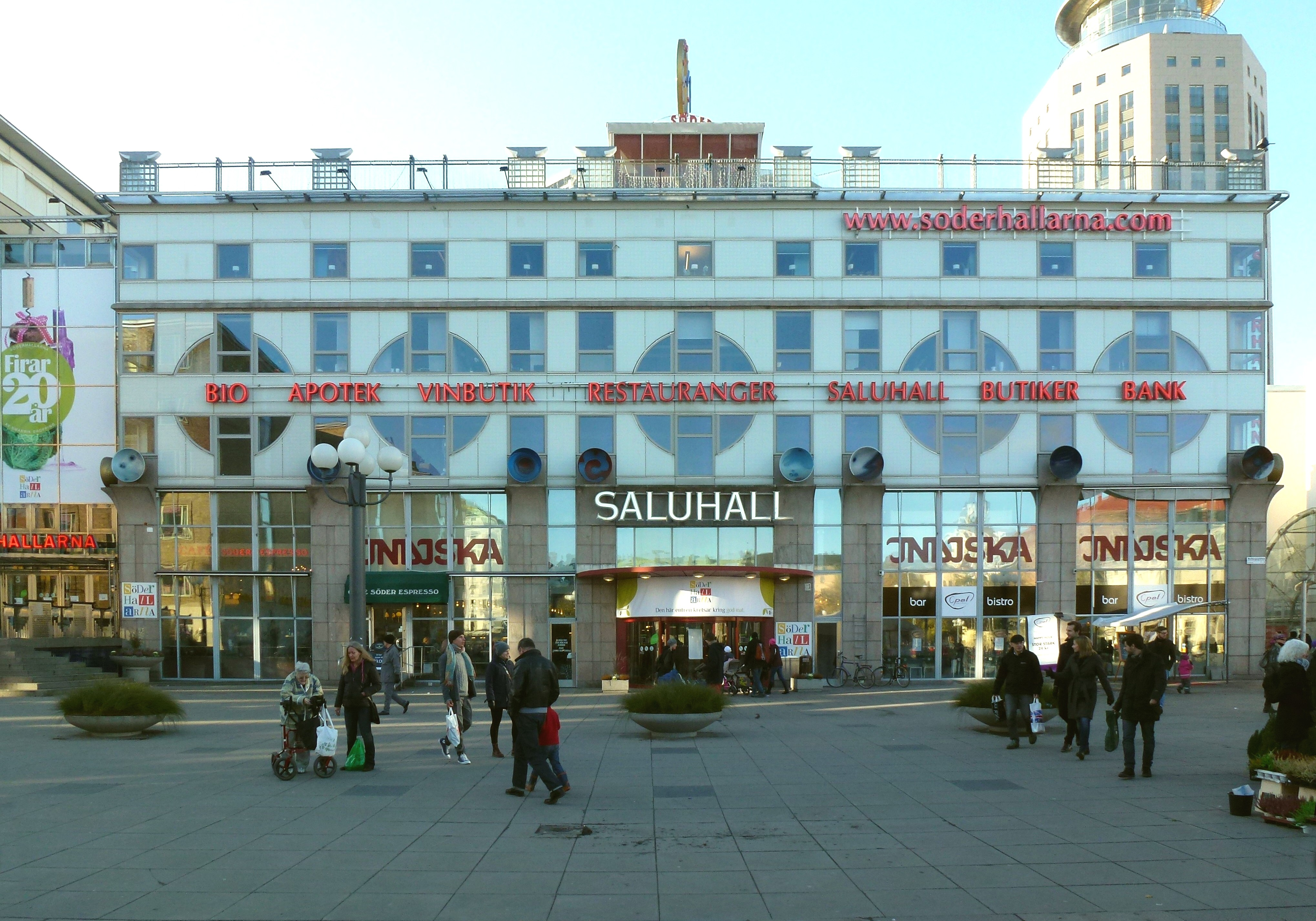
Södermalmshallen

- Fysik- och matematikcentrum, Kungliga Tekniska högskolan, Stockholm (1976–1987)
- Depåbyggnad för Vattenfall, Häggvik (1982)
- Postkontor i Eskilstuna (1980–1981)
- Postkontor i Gävle (1981)
- Postkontor Linköping 1 (1985)
- Postterminal i Vallentuna (1986)
- Postterminal i Sandviken (1986)
- Militärrestaurang för Vaxholms kustartilleriregemente, Rindö (1986)
- Finspångs polisstation (1988)
- Södermalms saluhall, Stockholm (1989–1995)
- Driftcentral och depåanläggning för Vattenfall, Storuman
- Banverket, Svealandsbanan, järnvägsbro vid Ryssjön (1990–1996)
- Broar m m på flera orter för Banverket (1995–1997)
- Liao Ning Pta, kontorsbyggnad i Shenyang, Kina (1997)